# الکس وایه
الکس وایه (انگلیسی: Álex Valle؛ زادهٔ ۲۵ آوریل ۲۰۰۴) بازیکن فوتبال اهل اسپانیا است که در باشگاه فوتبال کومو بازی می کند.
وی همچنین در تیم‌های ملی فوتبال زیر ۱۸ سال اسپانیا، زیر ۱۹ سال اسپانیا و زیر ۲۰ سال اسپانیا بازی کرده است.